# 油条

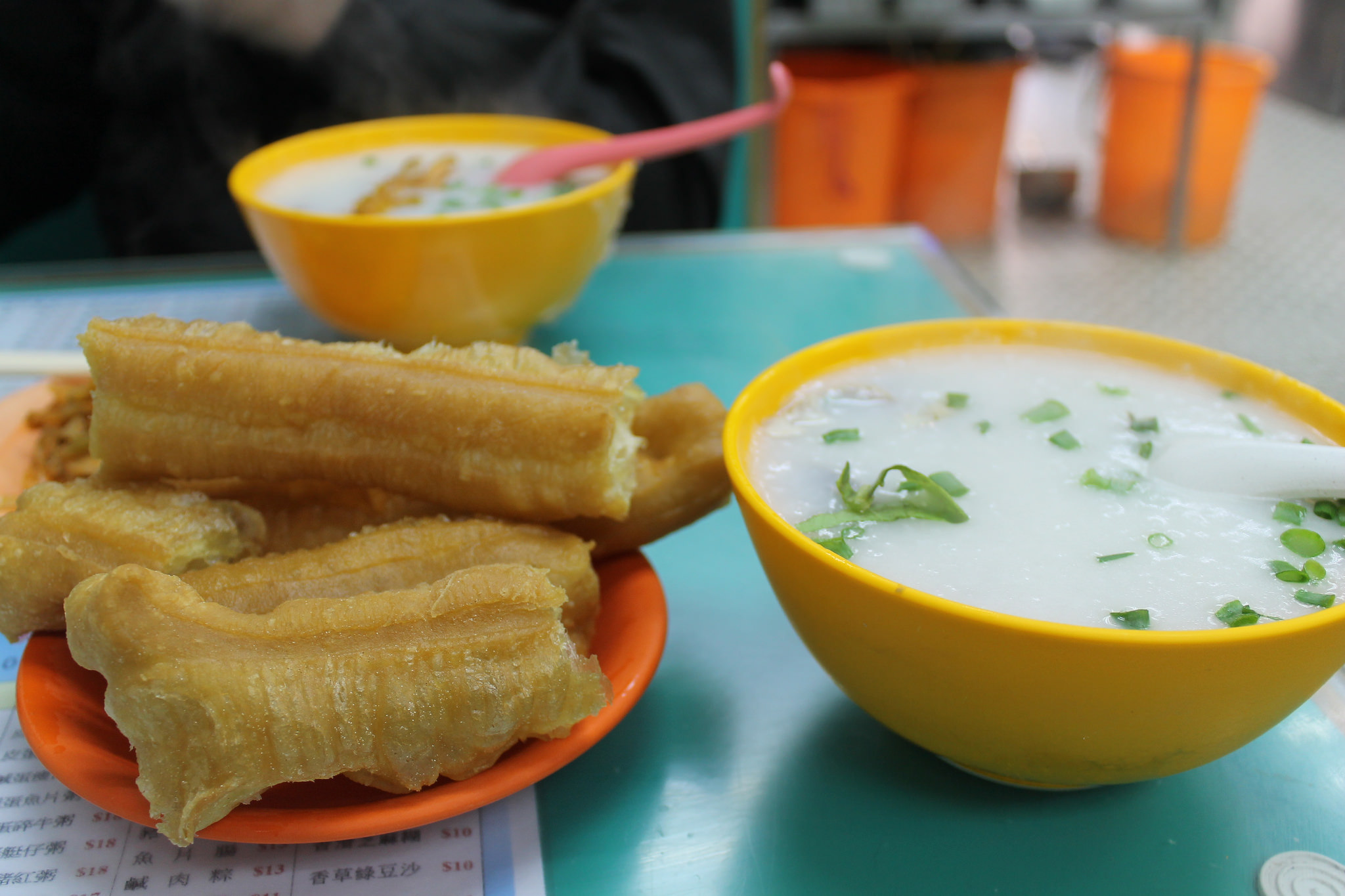
カットされた油条と粥

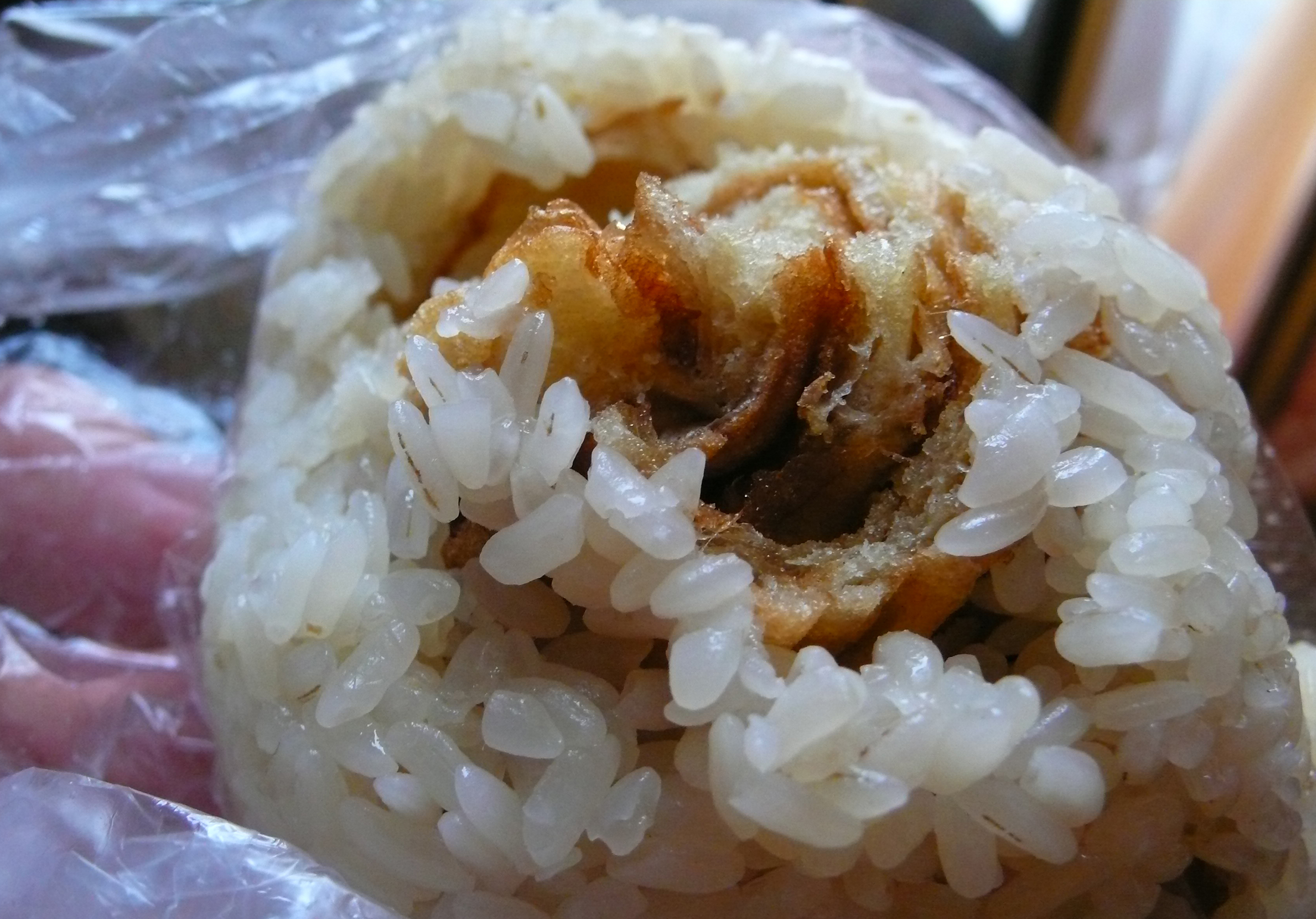
おにぎりに包まれる油条

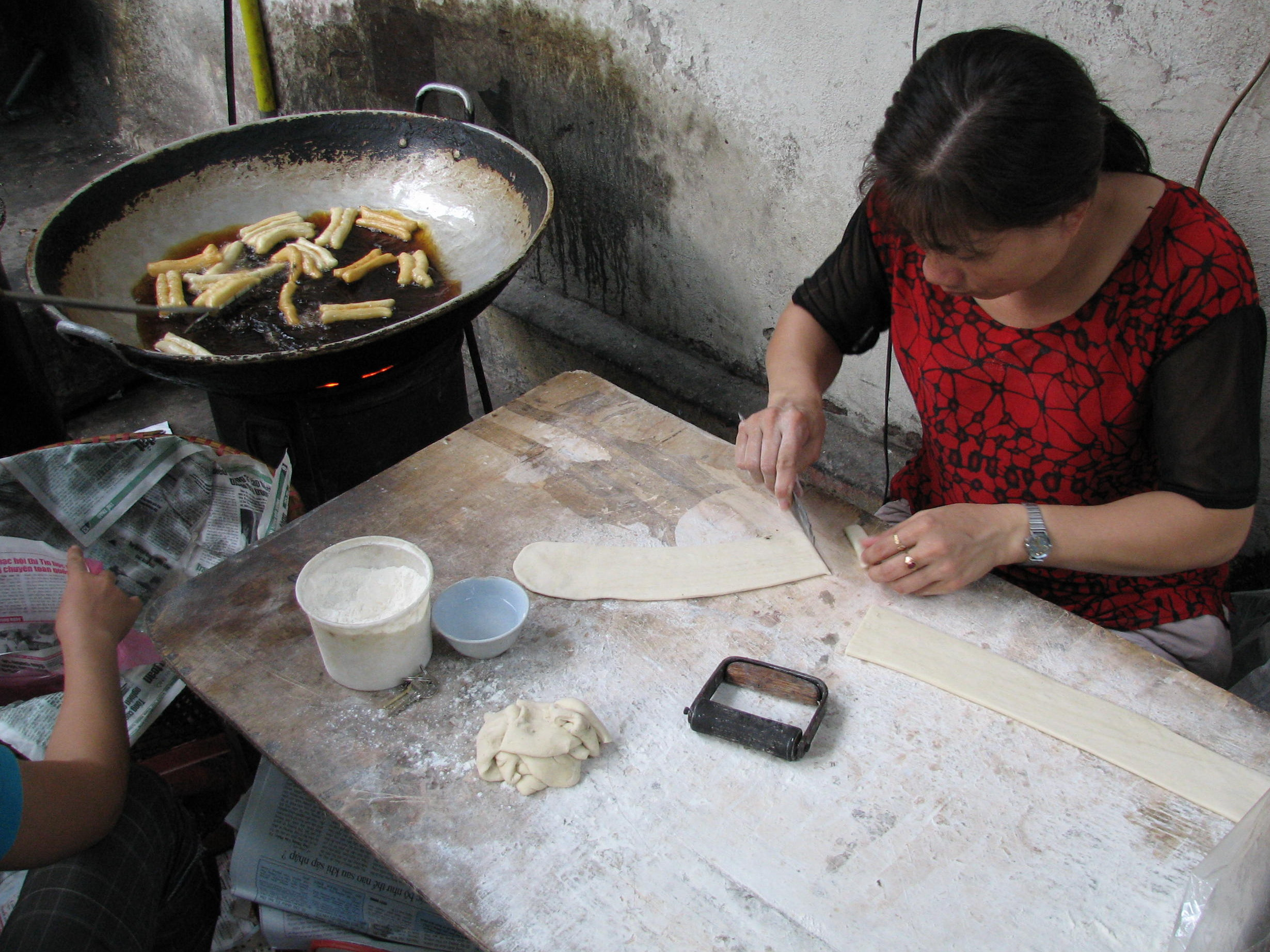
油条を作る女性

油条（ゆじょう、北京語: ヨウティヤオ、広東語: ヤウティウ）は、中国・タイ・ベトナム・台湾・シンガポールの伝統的な麩料理、細長い揚げパンの様子にしている。広東省や福建省では油炸鬼（粤拼: yau4 ja3 gwai2, ヤウザーグァイ）、炸麵（白話字: Chia̍h-mī）、油炸粿（白話字: Iû-chia̍h-koé）とも呼称される。

## 概要
食塩と重炭酸アンモニウムを水で混ぜたものに、小麦粉（薄力粉）ともち粉を少しずつ加えながらこねて生地を作る。重炭酸アンモニウムの代わりに重曹を使う場合もあるが、発泡が少ないのでパフのような独特の食感を出しにくくなる。
しばらく寝かせた生地をのしてから包丁で 20 - 30 cm ほどの棒状に切って伸ばし、半分に折って高温の油できつね色になるまで揚げる。
いわゆる菓子パンではないので甘くなく、中国、香港や台湾などでの朝食に、豆花（豆腐脳）、粥や豆乳の添え物としてよく食べられる。また、中華料理の点心や飲茶の際に供されることもある。天津煎餅の中に巻いたり、飯糰（ファントゥアン、拼音: Fàntuán、注音: ㄈㄢˋ ㄊㄨㄢˊ）というおにぎりに包んで食べることも一般的であり、広東省では腸粉で包んだものを炸両（拼音: zha2 liang3, 粤拼: zaa3 loeng5）という。
朝食を提供する食堂などで作られ、パン屋で作られることはない。日本と英語圏では中華パンの一種として紹介されるが、中華圏では麺包（パン）とは呼ばれない。
タイやラオスではパートンコー（タイ語: ปาท่องโก๋ラーオ語: ປາທ່ອງໂກ໋）と呼ばれ、中国などのものと比べ短いX状になっている。サンカヤーと呼ばれるカスタードクリームなどやジョークと呼ばれる粥などに浸して食べることが多い。
ベトナムではクワイ/クェイ（ベトナム語：Quẩy / 餽）と呼ぶ。北ベトナムでフォー、南ベトナムで粥などに浸して食べることが多い。

## 語源
「条」は、棒状の細長い形状を指す。
名前のうち「油炸鬼」のいわれとして、次の逸話がある。宋の時代、宰相・秦檜が金への抗戦を唱えていた岳飛将軍を処刑したと報じられた時、杭州の王小二という人がこれに憤り、練った小麦粉を秦檜夫婦に見立てて二人を象り、油で揚げて釜煎りの刑にすることで恨みを晴らそうとした。この料理が「油炸檜」として評判を呼び、後世に製法を簡素化したものが油炸鬼として残ったとされている。